# 前1210年代
| 千纪： | 前2千纪 |
| 世纪： | 前14世纪 \| 前13世纪 \| 前12世纪                                                                                     |
| 年代： | 前1240年代 \| 前1230年代 \| 前1220年代 \| 前1210年代 \| 前1200年代 \| 前1190年代 \| 前1180年代                       |
| 年份： | 前1219年 \| 前1218年 \| 前1217年 \| 前1216年 \| 前1215年 \| 前1214年 \| 前1213年 \| 前1212年 \| 前1211年 \| 前1210年 |

## 重要事件及趋势
- 前1213年—前1203年，麦伦普塔赫石碑最早提到以色列。
- 前1213年，传说的雅典国王忒修斯退位，墨涅斯修斯即位。卡斯托耳和波鲁克斯从忒修斯手中救出妹妹海伦。
- 前1212年，古埃及法老拉美西斯二世去世。
- 根据夏商周断代工程，大约武丁时代

## 重要人物
- 拉美西斯二世、麦伦普塔，古埃及第十九王朝法老
- 图特哈里四世，赫梯国王
- 提格拉特帕拉沙尔一世，亚述国王
- 阿达德-舒马-伊丁那、阿达德-舒马-乌苏尔，巴比伦第三王朝国王
- 忒修斯，雅典国王
- 武丁，商朝国王